# Ipiraí
Ipiraí é um povoado do município baiano de Capela do Alto Alegre. Sua população é de aproximadamente mil habitantes.
Localizado às margens da rodovia estadual BA-414, no município de Capela do Alto Alegre, Bahia, Brasil. Com uma população de cerca de mil habitantes, esta encantadora comunidade rural se destaca por sua conexão com a história e a cultura locais.
Fundado na década de 1940 por Luiz da Franca Rios e sua esposa Joana Rios, Ipiraí é o lar da Unidade Básica de Saúde Agenor Nunes Rios, que desempenha um papel fundamental no cuidado da saúde dos moradores locais. Além disso, o povoado é conhecido por sua próspera indústria leiteira e pela produção de biscoitos, que encontram mercado na região da Bacia do Jacuípe, na capital e na região metropolitana de Salvador.
Ipiraí também possui fortes laços com o interior paulista, especialmente com as cidades de Américo Brasiliense e Araraquara. Essa conexão remonta às últimas décadas do século XX, quando a região da Bacia do Jacuípe foi atingida por intensas estiagens. Durante esse período difícil, milhares de refugiados baianos encontraram abrigo nessas cidades do interior de São Paulo.
A comunidade de Ipiraí não apenas preserva suas tradições locais, mas também se destaca como um exemplo de resiliência e solidariedade, demonstrando o espírito acolhedor do povo baiano. Com suas belas paisagens rurais e sua rica história, Ipiraí continua a ser um tesouro escondido, oferecendo uma experiência autêntica para aqueles que visitam esta parte especial da Bahia.
Cortado pelo rio Sacraiú, Ipiraí esta localizado na bacia do rio Jacuípe. Possui uma escola de ensino fundamental e uma de ensino maternal  e muitas outros residenciais.